# 斯图尔特·法夸尔
斯图尔特·法夸尔（英語：Stuart Farquhar，1982年3月15日—），新西兰男子田径运动员。他曾代表新西兰参加2006年、2010年和2014年英联邦运动会田径比赛，其中2010年英联邦运动会获得一枚银牌。